# Tazer Up!
Tazer Up! è il sesto album in studio del gruppo musicale britannico Wang Chung, pubblicato l'11 dicembre 2012.

## Tracce
CD/Digitale
1. Dance Hall Days (Psychemagik Remix) – 4:01
2. City of Light – 3:28
3. Let's Get Along – 4:01
4. Rent Free – 3:30
5. Justify Your Tone – 4:49
6. Driving You – 5:33
7. Why? – 4:07
8. London Orbital – 4:28
9. Abducted by the 80's – 4:28
10. Overwhelming Feeling – 3:51
11. Stargazing – 7:18